# Maritiem- en Juttersmuseum Flora

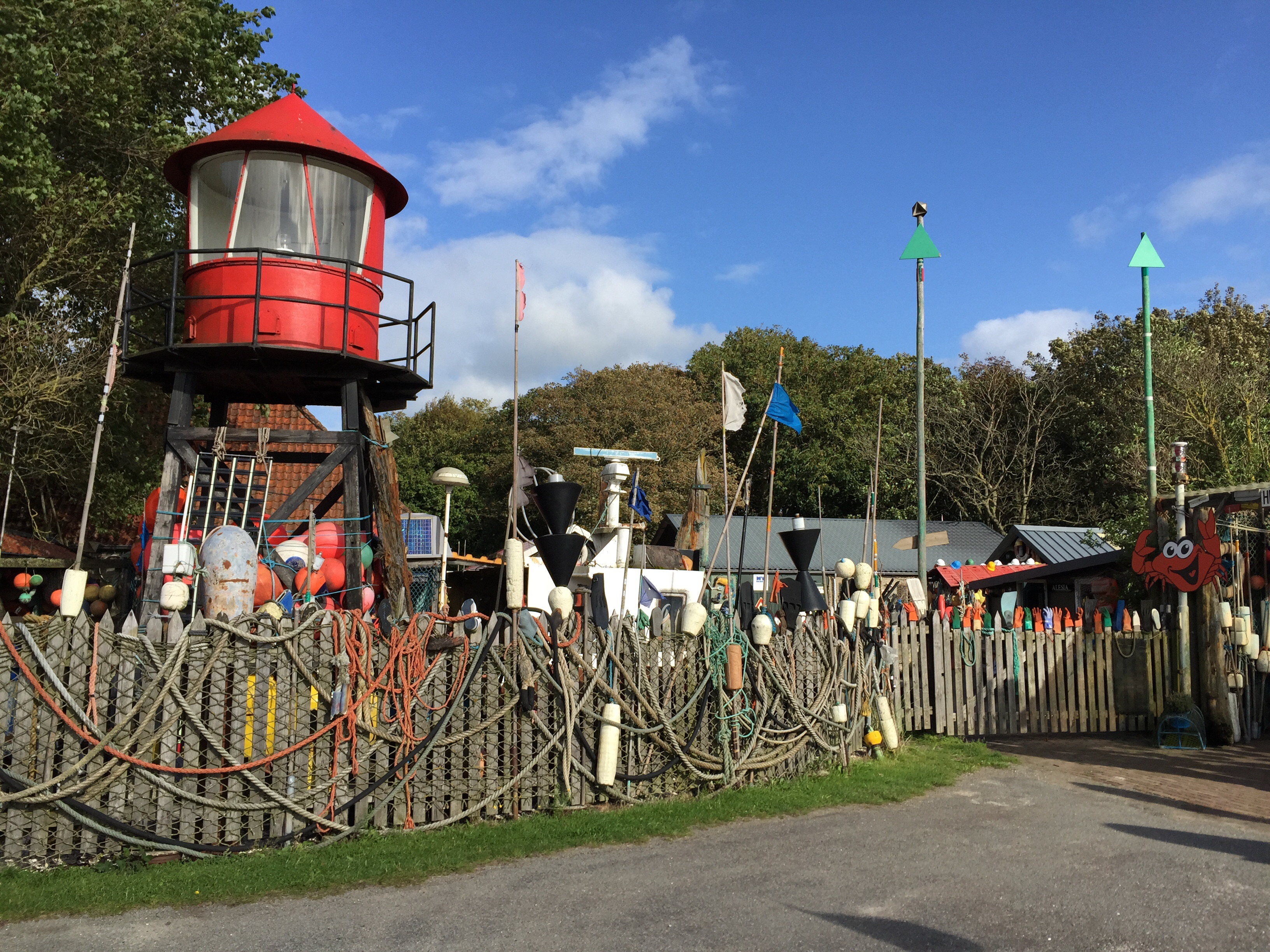

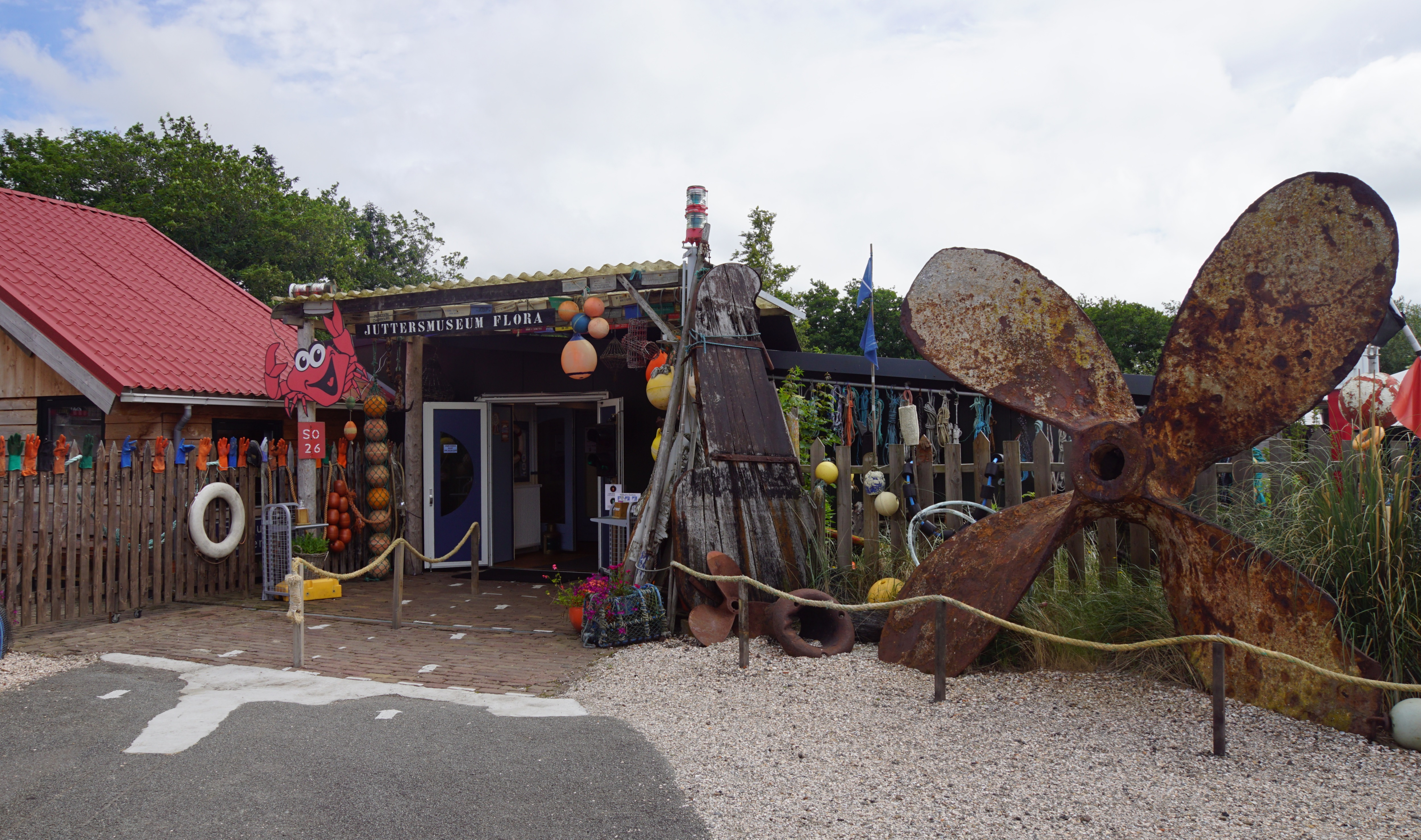
Ingang

Het Maritiem-en Juttersmuseum Flora (t/m 2019 het Schipbreuk- en Juttersmuseum Flora) is een familiemuseum in De Koog op het Waddeneiland Texel. 

## Bezienswaardigheden
Het terrein van het museum is ingericht met diverse ruimtes. Hierin zijn exposities te zien over juttersvondsten, scheepsstrandingen, de containervaart, de KNRM en de visserij. Ook is er een TESO-paviljoen met een interactieve tentoonstelling over het 100 jarig bestaan van de veerdienst. Bovenop dit paviljoen staat het originele stuurhuis van het schip Schulpengat.  
Op het buitenterrein zijn enige nautische voorwerpen te vinden zoals roeren, ankers, een reddingsboot, een oud havenlicht van 't Horntje en het voormalige lichthuis van het Licht van Troost. Ook is er een grote speeltuin.

## Afbeeldingen

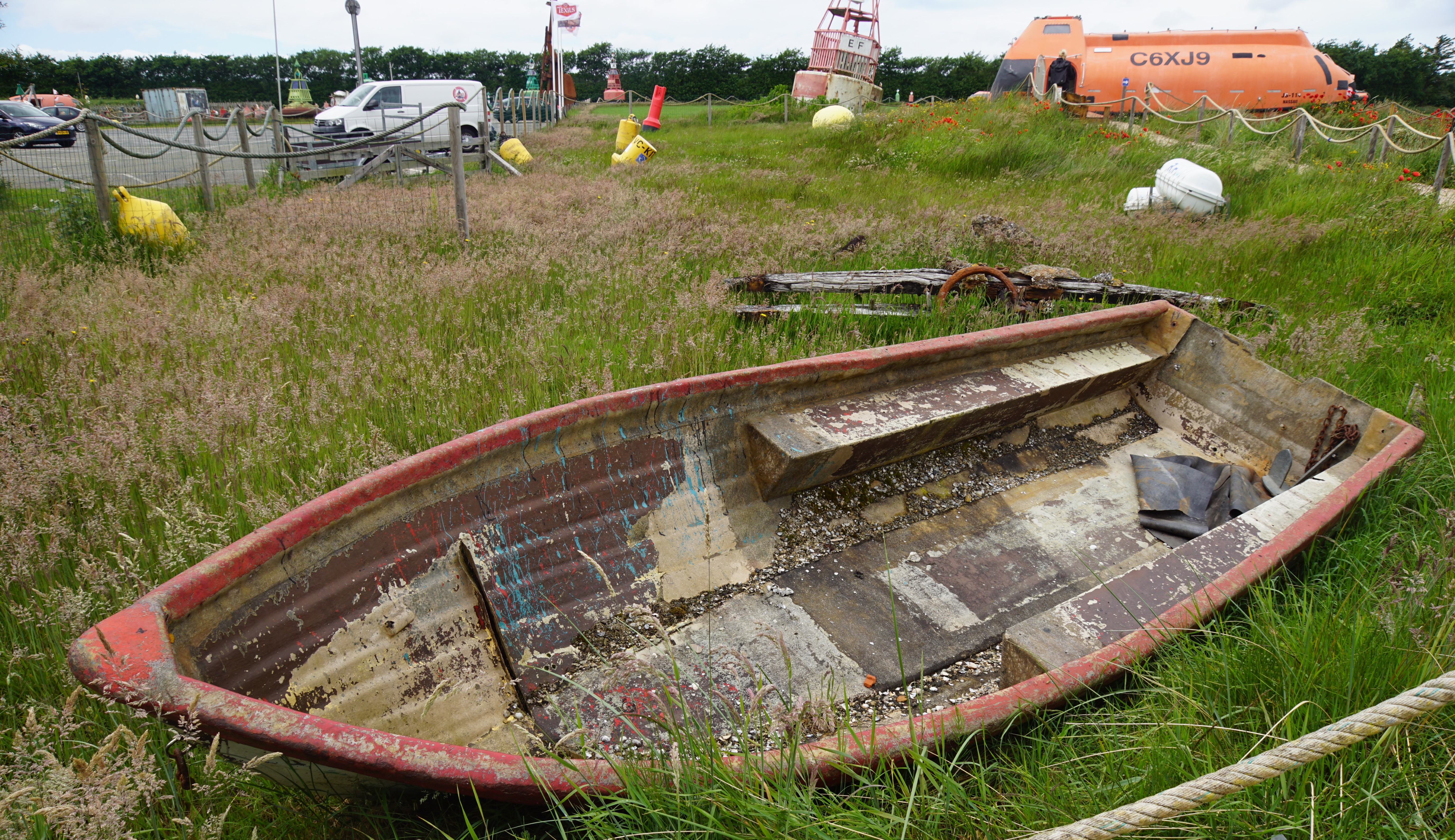
Juttersbootje van Sil Boon
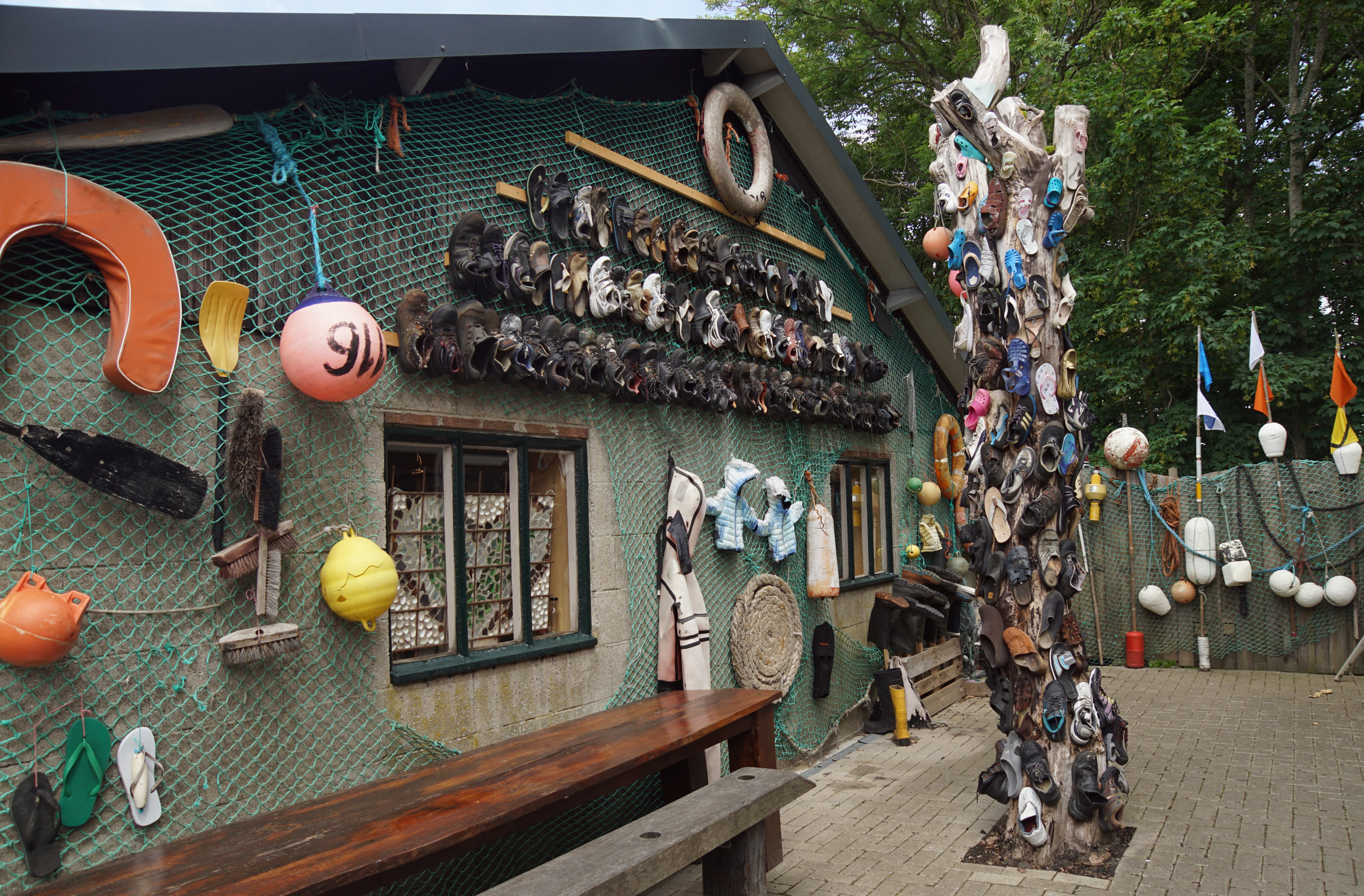
Schoenen
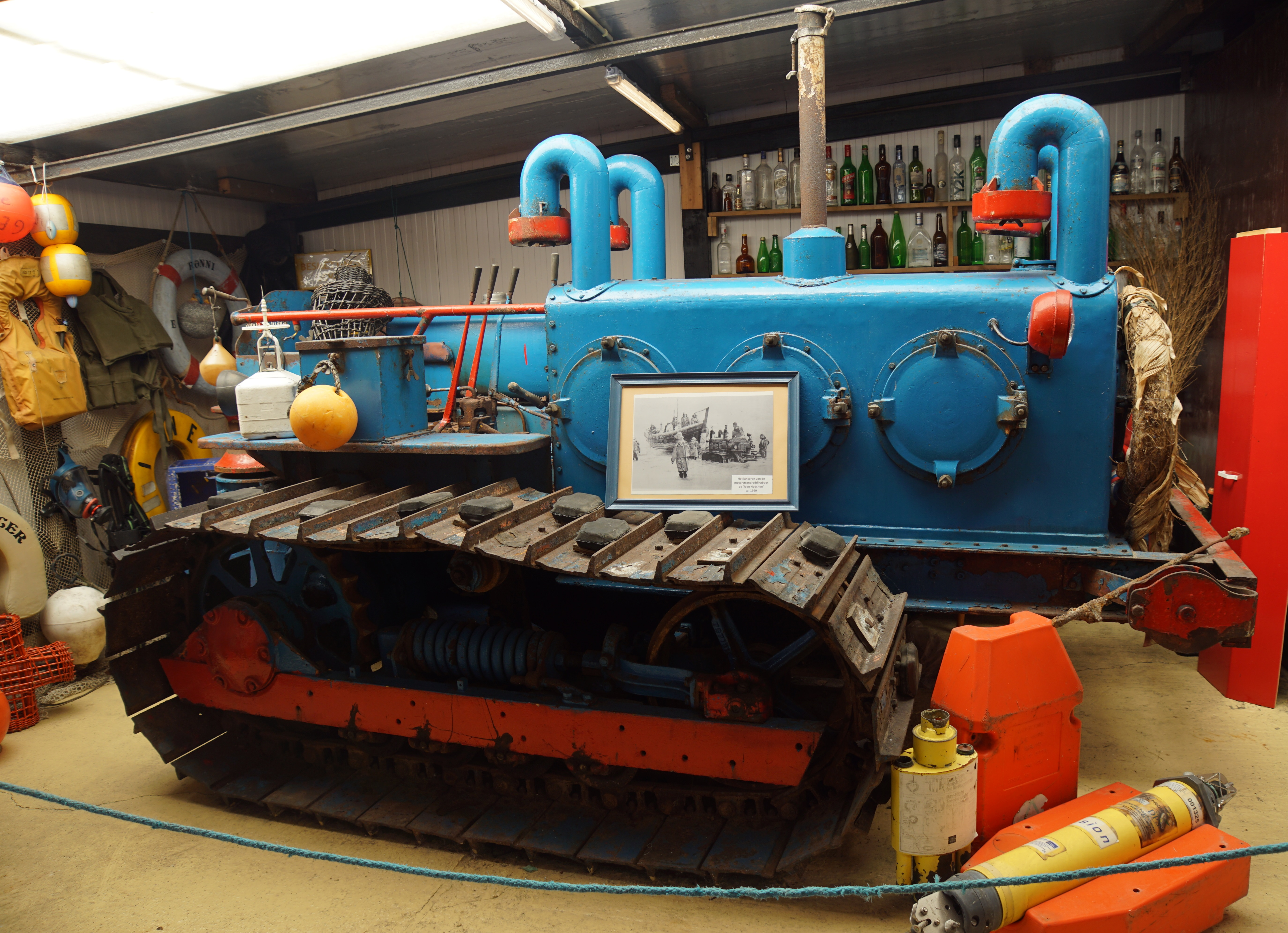
Toestel om reddingsboot in zee te laten